# Rejon At-Baszy
Rejon At-Baszy (kirg. Ат-Башы району; ros. Ат-Башынский район) – rejon w Kirgistanie w obwodzie naryńskim. W 2009 roku liczył 49 238 mieszkańców (z czego 50,5% stanowili mężczyźni) i obejmował 9276 gospodarstw domowych. Siedzibą administracyjną rejonu jest At-Baszy.